# Frolic through the Park
 (juin 2018).
Si vous disposez d'ouvrages ou d'articles de référence ou si vous connaissez des sites web de qualité traitant du thème abordé ici, merci de compléter l'article en donnant les références utiles à sa vérifiabilité et en les liant à la section « Notes et références ».
Albums de Death Angel
The Ultra-Violence
(1987) Act III
(1990)
Frolic through the Park est le second album du groupe de thrash metal américain Death Angel, sorti en juillet 1988.
L'album est classé no 8 dans la liste du webzine musical américain Loudwire des « dix albums thrash les plus populaires non publié par les 4 grands ».
La chanson Bored est utilisée dans une scène du film Leatherface : Massacre à la tronçonneuse 3 (1990).
Mark Osegueda révèle, dans une interview de 2003, que la source du titre Why You Do This est une phrase du film L'Exorciste (1973).
Cold Gin (en) est, initialement, un titre du groupe Kiss.

## Liste des titres
Toutes les chansons sont écrites et composées par Death Angel, sauf Cold Gin par Ace Frehley.
| Édition standard originale Vinyle | Édition standard originale Vinyle | Édition standard originale Vinyle | Édition standard originale Vinyle | Édition standard originale Vinyle | Édition standard originale Vinyle | Édition standard originale Vinyle | Édition standard originale Vinyle | Édition standard originale Vinyle | Édition standard originale Vinyle |
| No                                | Titre                             | Durée                             |                                   |                                   |                                   |                                   |                                   |                                   |                                   |
| --------------------------------- | --------------------------------- | --------------------------------- | --------------------------------- | --------------------------------- | --------------------------------- | --------------------------------- | --------------------------------- | --------------------------------- | --------------------------------- |
|                                   | 'Face A'                          |                                   |                                   |                                   |                                   |                                   |                                   |                                   |                                   |
| A1.                               | 3rd Floor                         | 4:52                              |                                   |                                   |                                   |                                   |                                   |                                   |                                   |
| A2.                               | Road Mutants                      | 3:43                              |                                   |                                   |                                   |                                   |                                   |                                   |                                   |
| A3.                               | Why You Do This                   | 5:27                              |                                   |                                   |                                   |                                   |                                   |                                   |                                   |
| A4.                               | Bored                             | 3:27                              |                                   |                                   |                                   |                                   |                                   |                                   |                                   |
| A5.                               | Confused                          | 7:20                              |                                   |                                   |                                   |                                   |                                   |                                   |                                   |
|                                   | 'Face B'                          |                                   |                                   |                                   |                                   |                                   |                                   |                                   |                                   |
| B1.                               | Guilty of Innocence               | 4:23                              |                                   |                                   |                                   |                                   |                                   |                                   |                                   |
| B2.                               | Open Up                           | 5:36                              |                                   |                                   |                                   |                                   |                                   |                                   |                                   |
| B3.                               | Shores of Sin                     | 6:28                              |                                   |                                   |                                   |                                   |                                   |                                   |                                   |
| B4.                               | Cold Gin (reprise de Kiss)        | 4:20                              |                                   |                                   |                                   |                                   |                                   |                                   |                                   |
| B5.                               | Mind Rape                         | 5:10                              |                                   |                                   |                                   |                                   |                                   |                                   |                                   |
| 50:46                             |                                   |                                   |                                   |                                   |                                   |                                   |                                   |                                   |                                   |

| Édition standard originale CD | Édition standard originale CD | Édition standard originale CD | Édition standard originale CD | Édition standard originale CD | Édition standard originale CD | Édition standard originale CD | Édition standard originale CD | Édition standard originale CD | Édition standard originale CD |
| No                            | Titre                         | Durée                         |                               |                               |                               |                               |                               |                               |                               |
| ----------------------------- | ----------------------------- | ----------------------------- | ----------------------------- | ----------------------------- | ----------------------------- | ----------------------------- | ----------------------------- | ----------------------------- | ----------------------------- |
| 1.                            | 3rd Floor                     | 4:56                          |                               |                               |                               |                               |                               |                               |                               |
| 2.                            | Road Mutants                  | 3:43                          |                               |                               |                               |                               |                               |                               |                               |
| 3.                            | Why You Do This               | 5:29                          |                               |                               |                               |                               |                               |                               |                               |
| 4.                            | Bored                         | 3:29                          |                               |                               |                               |                               |                               |                               |                               |
| 5.                            | Devil's Metal                 | 5:33                          |                               |                               |                               |                               |                               |                               |                               |
| 6.                            | Confused                      | 7:25                          |                               |                               |                               |                               |                               |                               |                               |
| 7.                            | Guilty of Innocence           | 4:24                          |                               |                               |                               |                               |                               |                               |                               |
| 8.                            | Open Up                       | 5:42                          |                               |                               |                               |                               |                               |                               |                               |
| 9.                            | Shores of Sin                 | 6:29                          |                               |                               |                               |                               |                               |                               |                               |
| 10.                           | Cold Gin (reprise de Kiss)    | 4:20                          |                               |                               |                               |                               |                               |                               |                               |
| 11.                           | Mind Rape                     | 5:18                          |                               |                               |                               |                               |                               |                               |                               |
| 56:48                         |                               |                               |                               |                               |                               |                               |                               |                               |                               |

| Titres bonus - Réédition (Restless Records, 2005) | Titres bonus - Réédition (Restless Records, 2005) | Titres bonus - Réédition (Restless Records, 2005) | Titres bonus - Réédition (Restless Records, 2005) | Titres bonus - Réédition (Restless Records, 2005) | Titres bonus - Réédition (Restless Records, 2005) | Titres bonus - Réédition (Restless Records, 2005) | Titres bonus - Réédition (Restless Records, 2005) | Titres bonus - Réédition (Restless Records, 2005) | Titres bonus - Réédition (Restless Records, 2005) |
| No                                                | Titre                                             | Durée                                             |                                                   |                                                   |                                                   |                                                   |                                                   |                                                   |                                                   |
| ------------------------------------------------- | ------------------------------------------------- | ------------------------------------------------- | ------------------------------------------------- | ------------------------------------------------- | ------------------------------------------------- | ------------------------------------------------- | ------------------------------------------------- | ------------------------------------------------- | ------------------------------------------------- |
| 12.                                               | Dehumanization                                    | 6:44                                              |                                                   |                                                   |                                                   |                                                   |                                                   |                                                   |                                                   |
| 13.                                               | Silent Killer                                     | 3:10                                              |                                                   |                                                   |                                                   |                                                   |                                                   |                                                   |                                                   |
| 14.                                               | Witches Of Knave                                  | 3:15                                              |                                                   |                                                   |                                                   |                                                   |                                                   |                                                   |                                                   |
| 56:48                                             |                                                   |                                                   |                                                   |                                                   |                                                   |                                                   |                                                   |                                                   |                                                   |

## Crédits
| - Mark Osegueda : chant - Dennis Pepa : basse, chœurs - Rob Cavestany : guitares, guitare solo, chœurs - Gus Pepa : guitares, chœurs - Andy Galeon : batterie, chœurs | - Production : Andy Galeon, Davy Vain, Rob Cavestany - Mixage : Davy Vain, Death Angel, Michael Rosen - Ingénierie : Michael Rosen - Direction artistique : Murray Sirdofsky - Artwork, illustration (pochette) : Sam Haffner - Photographie : Mark Leialoha |